# Skye
Het eiland Skye (Schots-Gaelisch: An t-Eilean Sgitheanach) is het grootste en tevens noordelijkst gelegen eiland van de Binnen-Hebriden.

## Etymologie
De Schots-Gaelische naam is afkomstig van het Noorse leenwoord Eilean, dat eiland betekent, en van het Gaelische sgiath, dat gevleugeld betekent. Dit verwijst naar de vorm van het eiland: de meerdere schiereilanden als Sleat, Minginish, Waternish en Trotternish geven het eiland de vorm van een dubbele vleugel.
De Engelse naam van het eiland zou afkomstig zijn van het Oudnoorse Skið = "ski".

## Geografische en geologische aspecten
Met een oppervlakte van 1656 km² is Skye het op een na grootste Schotse eiland; alleen het eiland Leòdhas agus Na Hearadh (Lewis en Harris), dat deel uitmaakt van de Buiten-Hebriden, is groter. Het eiland is qua grootte vergelijkbaar met de gehele Nederlandse provincie Zeeland.
In het zuiden van het eiland bevindt zich de bergketen de Cuillin. De hoogste berg van het eiland is de 992 meter hoge Sgurr Alasdair. Het zuidwesten van Skye bestaat uit een aantal schiereilanden zoals Sleat, Strathaird, Minginish en Duirinish. De schiereilanden Waternish en Trotternish bevinden zich in het noordwesten. De belangrijkste fjorden zijn Loch Dunvegan en Loch Snizort in het noorden, en Loch Harport in het westen.
Eilanden in de omgeving van Skye zijn onder andere Raasay, Scalpay en Rona in het noordwesten, Soay, Canna, Rum en Eigg in het zuiden.
Op het schiereiland Trotternish bevindt zich de baai van Bearreraig die geologisch belangrijk is vanwege de fossielen die er gevonden kunnen worden. De baai wordt omgeven door 150 meter hoge kliffen die gevormd zijn in een ondiepe tropische zee gedurende het Jura. In deze omgeving zijn resten van Jurassische dinosauriërs en gefossiliseerde voetsporen teruggevonden.

### Klimaat
De invloed van de Atlantische Oceaan en de Golfstroom zorgen voor een mild zeeklimaat. De temperaturen zijn meestal koel met een januarigemiddelde van 6,5 °C en een juligemiddelde van 15,4 °C bij Duntulm op Trotternish. De sneeuw komt zelden tot op zeeniveau en er komt minder vorst voor dan op het vasteland van Schotland. De winden, die meestal uit het zuidwesten komen, vormen met geregistreerde snelheden van 128 km/u een beperkende factor voor de plantengroei. Met name op de blootgestelde kusten van Trotternish en Waternish komen zware winden voor. Net als bij de meeste eilanden aan de westkust van Scotland, komt er ook veel neerslag voor met 1500 tot 2000 mm per jaar. In het noorden valt echter minder neerslag dan in het zuiden. Trotternish telt in de zonnigste maand mei gemiddeld ongeveer 200 uur zon.
| Maand                                  | jan | feb | mrt | apr | mei  | jun  | jul  | aug  | sep  | okt  | nov | dec | Jaar  |
| -------------------------------------- | --- | --- | --- | --- | ---- | ---- | ---- | ---- | ---- | ---- | --- | --- | ----- |
| Gemiddeld maximum (°C)                 | 6,5 | 6,6 | 8,1 | 9,6 | 12,4 | 14,3 | 15,4 | 15,7 | 14,2 | 11,5 | 9,1 | 7,6 | 10,9  |
| Gemiddeld minimum (°C)                 | 2,4 | 2,2 | 3,3 | 4,3 | 6,5  | 8,7  | 10,4 | 10,7 | 9,4  | 7,2  | 5,1 | 3,6 | 6,2   |
|                                        |     |     |     |     |      |      |      |      |      |      |     |     |       |
| Neerslag (mm)                          | 148 | 100 | 82  | 86  | 73   | 85   | 97   | 112  | 128  | 152  | 143 | 142 | 1.350 |
| Bron: het boek "Skye" van Derek Cooper |     |     |     |     |      |      |      |      |      |      |     |     |       |

## Geschiedenis en bevolking
Op Skye zijn sporen uit het mesolithicum teruggevonden, zoals te An Corran nabij Staffin in het noordwesten van het eiland. Hongersnoden in de 18e eeuw en grote ontvolkingsbewegingen hebben gezorgd voor een grote bevolkingsafname: in 1821 woonden er 20.827 mensen op het eiland, wat is teruggelopen tot 8748 mensen in 2001.
Op 12 december 1883 vergaat de SS Liverpool nabij het eiland. Hierbij verdrinken 19 opvarenden.
Op 31 mei 1952 werd er in de baai van Bearreraig een kleine stuwdam geopend op deze plaats waar het water van de Storr Lochs 150m diep de zee in stort. Bij de opening stond de dam in voor de elektriciteitsproductie voor nagenoeg het hele eiland. Tegenwoordig wordt hij slechts aangeschakeld als bijkomende eenheid in een netwerk dat heel Noordwest-Schotland van elektriciteit voorziet. De dam heeft de enige werkende spoorlijn op Skye, die tijdens de constructie gebruikt werd om materiaal van de kliffen naar beneden te krijgen. Tegenwoordig wordt de enige wagon echter niet meer gebruikt omdat hij breder is dan het spoor en bij gebruik gedeeltelijk over het steile wandelpad (the Storr steps) komt.
In Staffin is in 2000 een gloednieuw managementscentrum geopend met als doel het ongebruikte potentieel aan leidinggevende personen op het eiland aan te boren door hen op te leiden en op weg te helpen. Het centrum, Columba 1400, is genoemd naar de heilige Columba van Iona.

## Cultuur en toerisme

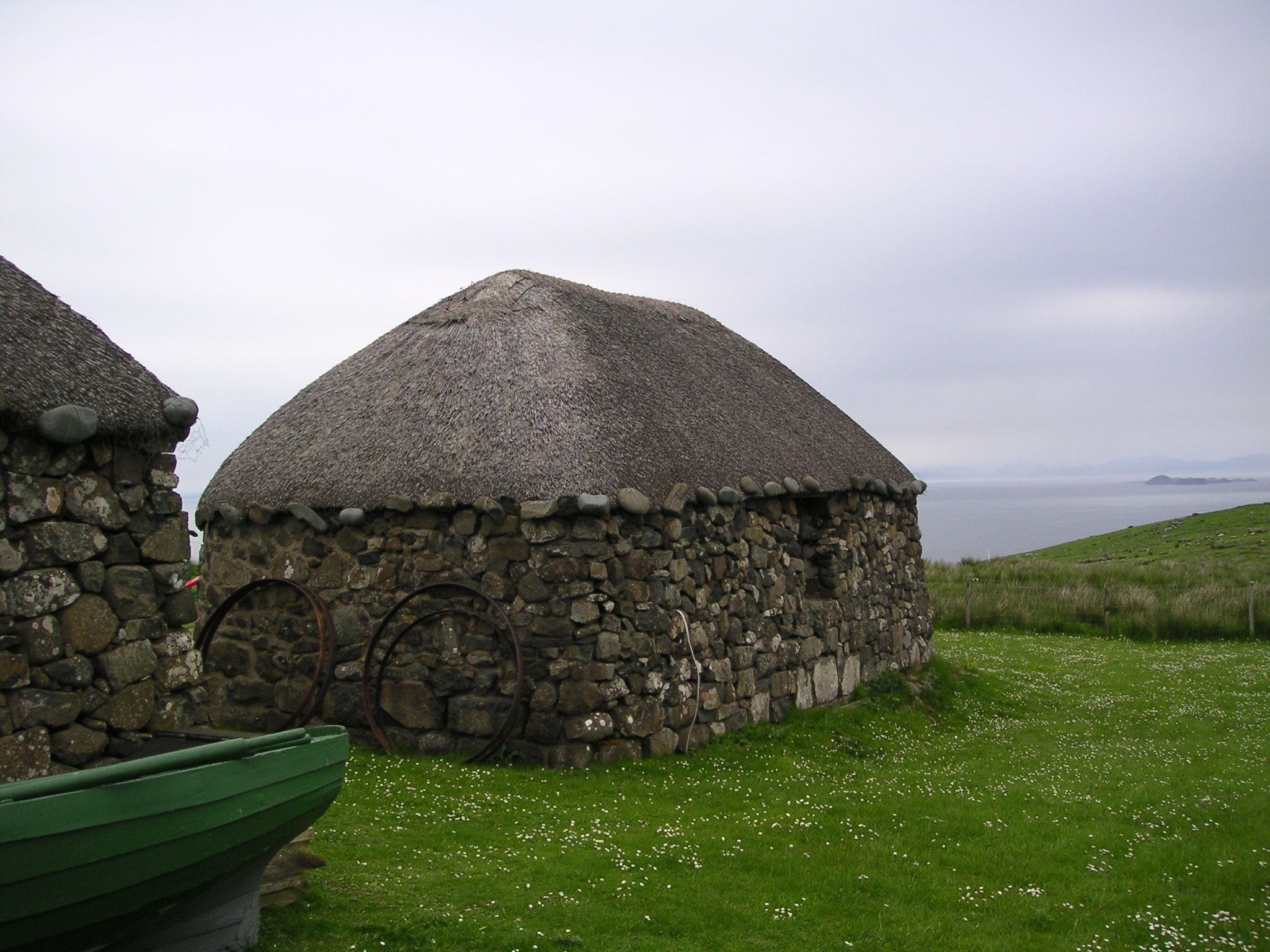
Gereconstrueerd Black house

Skye komt cultureel vrij goed overeen met de eilanden van de Buiten-Hebriden: het merendeel van de bevolking beheerst Schots-Gaelisch. De Free Church of Scotland is er eveneens goed vertegenwoordigd.
Dunvegan Castle, de hoofdzetel van de Clan MacLeod sinds de 13e eeuw en nog steeds bewoond door de familie McLeod (John McLeod of McLeod, overleden in 2007), is een toeristische attractie.
Toeristen bezoeken Skye veelal voor het natuurschoon (Trotternish) en de fauna en flora. Nagenoeg overal nabij de kust kan men otters en zeehonden waarnemen.
De Cuillin (met zijn 12 Munro's) is vrij populair bij bergbeklimmers en actievere wandelaars. Ook de vreemd uitziende pieken van vulkanische oorsprong rond de heuvel The Storr, zoals The Old Man of Storr, zijn vrij populair. Andere bezienswaardigheden zijn: Quiraing, Neist Point, Portree, Fairy Pools en Kilt Rock met de waterval Mealt Falls.
Isle of Skye is een veel gebruikte filmlocatie. Onder andere de Quiraing, The Storr, Neist Point, Cuillin, Fairy Glen en Dunvegan Castle zijn te zien in films als de GVR, Stardust, Macbeth, King Arthur: Legend of the Sword, Transformers: The Last Knight, Highlander, Breaking the Waves en Made of Honor.

## Vervoer en verbindingen

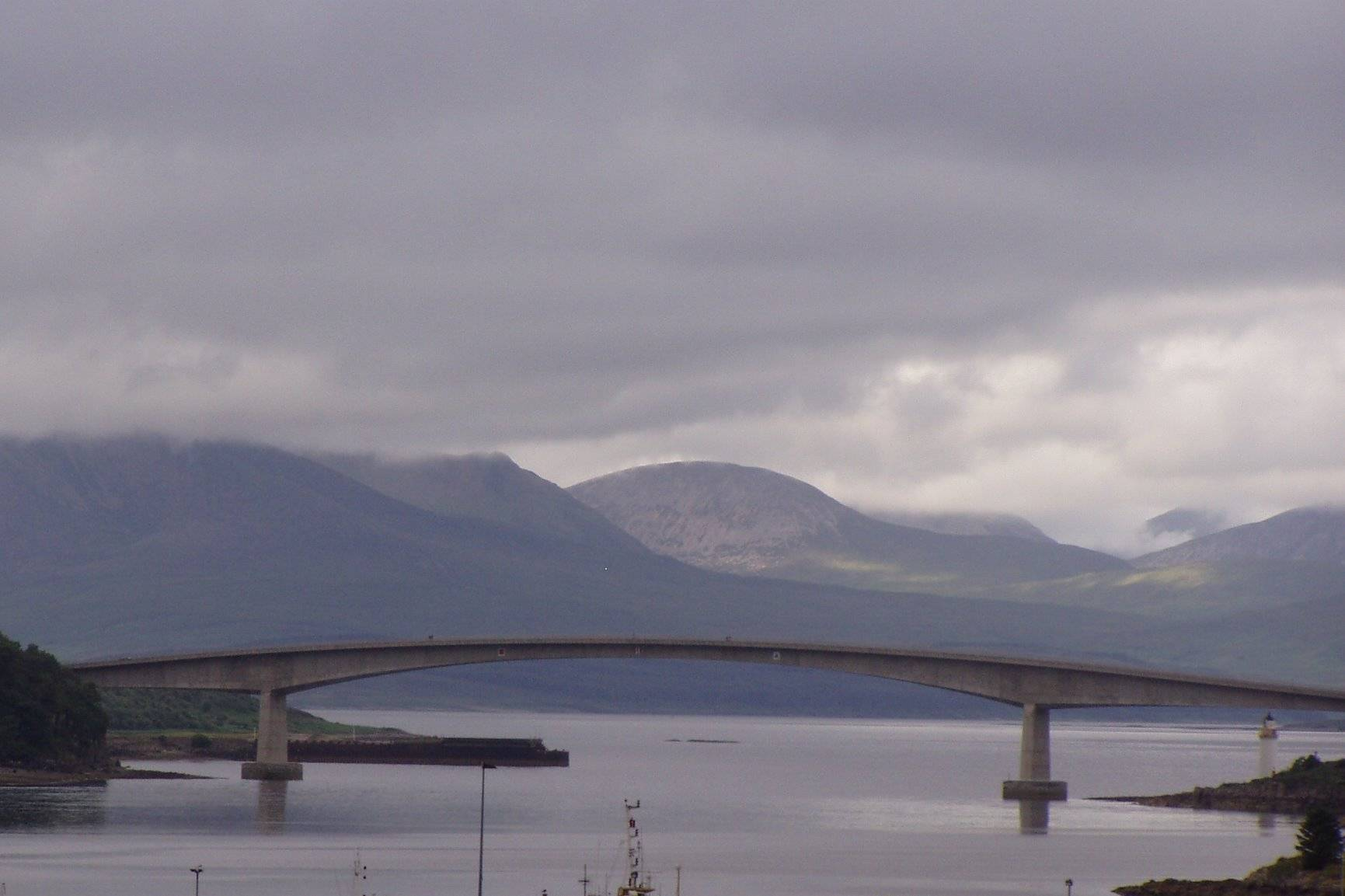
Skye Bridge

Skye is sinds 1995 met het Schotse vasteland verbonden door een brug, de Skye Bridge, van Kyleakin naar Kyle of Lochalsh (of kortweg Kyle). Eind 2004 werd de tolheffing afgeschaft na langdurig protest van de eilandbewoners.
Er is eveneens een veerdienst tussen Armadale op Skye en Mallaig en tussen Kylerhea op Skye en Glenelg.
Veerdiensten verzorgen eveneens de verbinding met de Buiten-Hebriden: tussen Uig en Tarbert op Na Hearadh (Harris) en Lochmaddy op Uibhist a Tuath (North Uist).
Er is ook een veerdienst vanuit Sconser naar het eiland Raasay.
Busdiensten verbinden Skye met Inverness en Glasgow.
Min of meer regelmatige busdiensten verbinden ook de dorpen op het eiland, die doorgaans vertrekken uit Portree (soms ook Broadford).
Er is pas een treinverbinding vanuit Kyle of Lochalsh op het vasteland naar Inverness. Deze treinroute wordt algemeen geroemd omwille van haar schoonheid.

## Dorpen op Skye

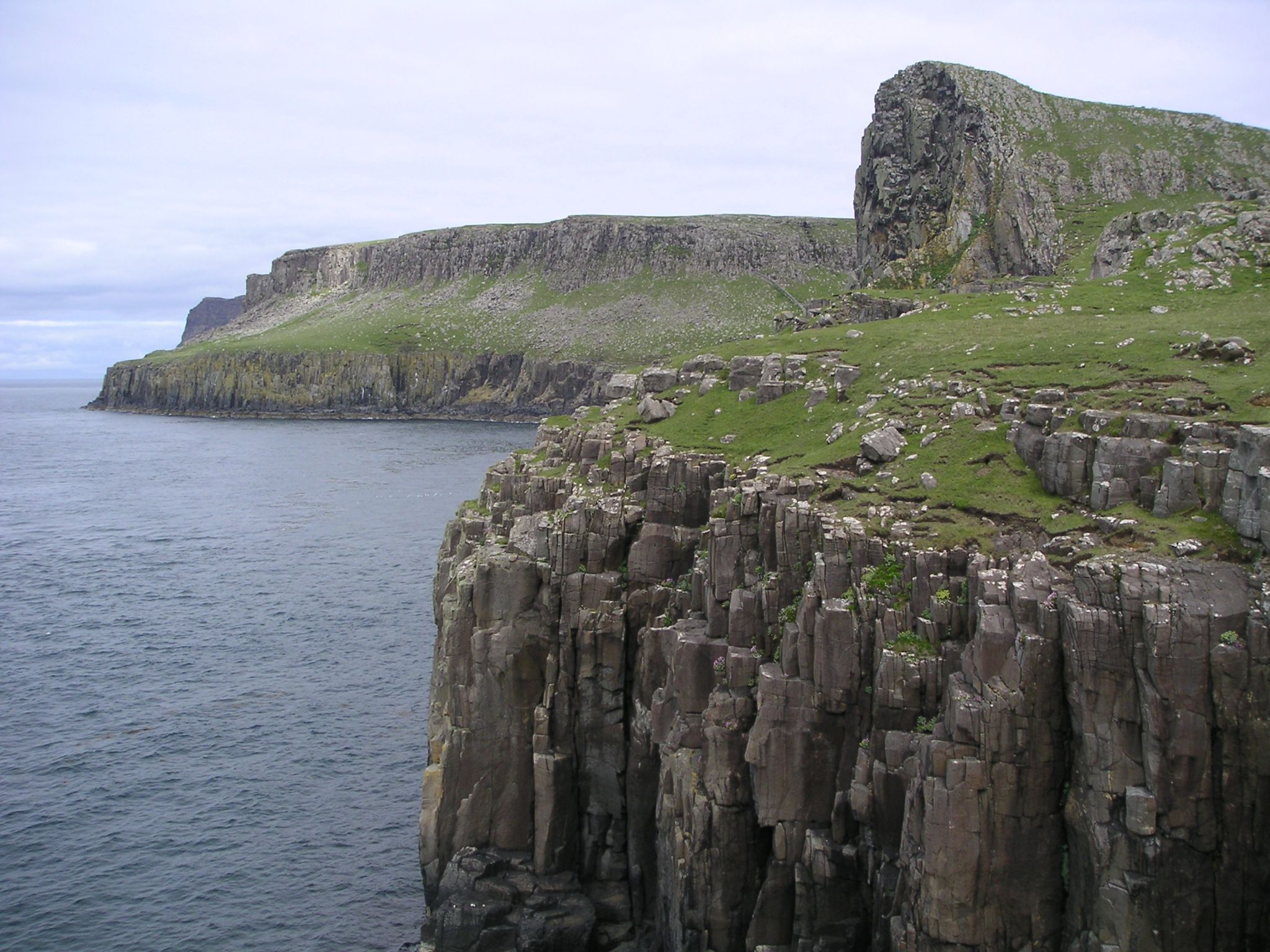
Kliffen nabij Point Neist

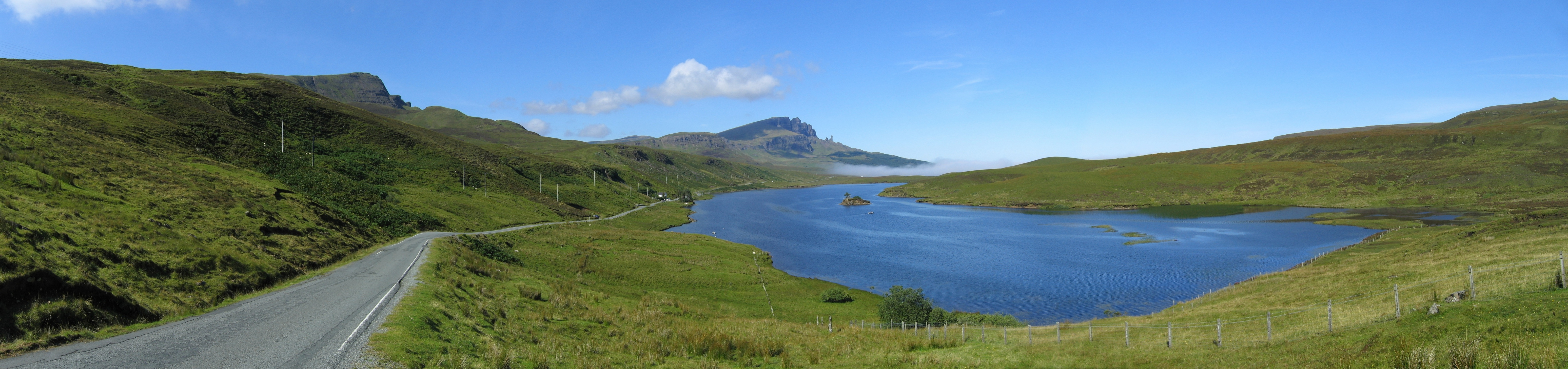
Panorama over Loch Fada op het eiland Skye

De belangrijkste nederzettingen worden met elkaar verbonden door de A87, Portree, Sconser en Broadford in het noordoosten, en Uig in het noordwesten.
Dorpen op Skye:
- Armadale
- Bernisdale, Borreraig, Broadford
- Carbost
- Duntulm
- Dunvegan
- Edinbane, Elgol
- Fiskavaig, Flodigarry
- Glendale
- Isleornsay
- Kilmaluag, Kilmore, Kilmuir, Kyleakin, Kylerhea
- Milovaig
- Portnalong, Portree (de grootste en belangrijkste stad op Skye)
- Roag
- Sconser, Skeabost, Staffin, Stein, Struan
- Talisker, Tarskavaig, Teangue, Torrin
- Uig, Ullinish